# Tempi moderni (Statuto)
Tempi moderni è il sesto album del gruppo musicale italiano Statuto, pubblicato nel 1997 dalla Sony Music insieme alla Epic.

## Il disco
È il secondo album prodotto dalla Sony Music, che vede anche la collaborazione della Epic.
La forte forte influenza pop rock del disco precedente si ritrova anche in questo album, che contiene un solo pezzo ska, Non sei come noi.
Nel disco si trova la canzone Senza di me di Gigi Restagno, leggermente modificata della band dopo la morte dell'artista torinese, mentre l'unico singolo radiofonico è Non finirà, brano che nell'album è contenuto in doppia versione (studio e radio).

## Tracce
1. Intro
2. L'attimo fuggente
3. Se stiamo in tre
4. Non finirà
5. Neanche lei
6. La guardia del corpo
7. Fronte del porto
8. È 'Stato'
9. Non sei come noi
10. Senza di me (Restagno)
11. Sabato non è l'unica notte
12. Il futuro ci appartiene
13. Non finirà (Radio Cut)

## Formazione
Statuto
- Oscar "Oskar" Giammarinaro — voce
- Alex "Bumba" Loggia — chitarra, cori
- Rudy Ruzza — basso
- Giovanni "Naska" Deidda — batteria

Altri musicisti
- Marco Bertolino — cori
- Sergio Toya — cori
- Fabio Guiran – sax contralto
- Flavio Bar — tromba
- Massimo Ghirone — trombone
- Alfredo Matera — tastiere
- Enrico Messina — tastiere